# 私立探偵マグナム
『私立探偵マグナム』（Magnum, p.i.）は、アメリカ合衆国のCBSで1980年12月11日から1988年5月1日まで全164話が放映されたテレビドラマ。

## 日本での放送
日本においては全シーズン、全エピソード放映されていないが1984年にシーズン1第1話からシーズン2第4話までがTBS系（一部の系列局は除く）にて、シーズン2第5話以降はテレビ東京で放映された（テレビ東京版については時期及び時間・シーズンは不明）。

## 内容
「ベトナム帰り」の元海軍士官であるトーマス・マグナムはハワイ・オアフ島で探偵業を営んでいる。マグナムは戦友のTC、リックとともに探偵業務や身の回りで起こる事件やトラブルに体当たりで挑む。

## 登場人物
トーマス・サリバン・マグナム
演： トム・セレック Tom Selleck、声：苅谷俊介（TBS版） / 柴田秀勝（テレビ東京版）
主人公。アメリカ海軍「Navy SEALs」に所属していた情報士官で、ベトナム戦争に従軍。除隊後ハワイに移り、私立探偵業を営む。世界的大富豪で有名作家のロビン・マスターズから別荘のセキュリティも依頼されており、敷地内にあるゲストハウスに半ば居候状態で住んでいる。マスターズ所有の赤いフェラーリ・308GTSを自分の車のように私用や調査に乗り回している。
ジョナサン・クイール・ヒギンズⅢ世
演： ジョン・ヒラーマン John Hillerman、声：中村正（TBS版） / 上田敏也（テレビ東京版）
マスターズの執事兼財産マネージャーで別荘の管理を任されている。元イギリス陸軍の軍人で、規律に厳しいが軍時代の経験話をするのが好き。話の途中でマグナムは逃げ出すことがしばしばでうるさい存在だが、能力は認めあっており、互いが危険にあったりすれば真っ先に心配して助けてくれる家族のような存在である。屋敷の番犬としてゼウスとアポロと言う名前のドーベルマンを飼っているが、マグナムにはなついていない。
TC
演：ロジャー・E・モーズリー Roger E. Mosley、声：渡部猛（TBS版） / 島香裕（テレビ東京版）
本名は「セオドア・カルビン」。マグナムのベトナム時代からの戦友（「VMO-2」に所属）で、軍時代はヘリコプターのパイロットだったが、除隊後はハワイに移り住み、オアフ島でアイランドホッパーという名前で観光用ヘリコプターの運行会社を経営している。マグナムがTCのヘリをタクシー代わりのように飛ばしてもらうが、燃料代を払わないのでいつも文句を言っている。
オーヴィル・"リック"・ライト
演：ラリー・マネッティ Larry Manetti、声：野島昭生（TBS版） / 島田敏（テレビ東京版）
マグナムの戦友（「VMO-2」所属）で元海兵隊員。兵器の専門家だったが、除隊後はハワイに移り住み、「キングカメハメハクラブ」という名前の会員制クラブでマネージャーをしている。ハンフリー・ボガートにあこがれている一方で、もう一つの顔はマフィアや裏組織等に顔が広いのを活かして、マグナムにとっては「情報屋」的な役割をはたしている。

## スタッフ
- 製作総指揮 - ドナルド・P・ベリサリオ
- テーマ音楽 - イアン・フリーベア・スミス（シーズン1）、マイク・ポスト、ピート・カーペンター
- 製作 - ベリサリウス・プロダクションズ、グレン・ラーソン・プロダクションズ、ユニバーサルTV
- 放映 - 米国CBS

## 補足
原題の「p.i.」とは「プライベート・インベスティゲイター」の略で、直訳すれば「個人的な調査官」、つまり「私立探偵」の意である。1968年から放映されてきた『ハワイ5-0』に代わるアクションドラマとして1980年に作られた本作は企画に80年代を代表するハイテク・メカアクションをヒットさせたドナルド・P・ベリサリオ（代表作『超音速攻撃ヘリ エアーウルフ』）とグレン・A・ラーソン（代表作『ナイトライダー』）両名の共同作品。
なお、アメリカで同時期に制作放送されたTVシリーズ『Simon & Simon』（日本未放送）のシーズン2 #1「Emeralds Are Not a Girl's Best Friend」（日本未放送）と本作とのクロスオーバーとなったエピソードでシーズン3 #2「呪われた像」があり、『ジェシカおばさんの事件簿』のシーズン3 #8「連続殺人ハワイの休暇」と本作とのクロスオーバーとなったエピソードでシーズン7 #9「Novel Connection」（日本未放送だと思われる）の2エピソードがある。
『俺たち賞金稼ぎ!!フォール・ガイ』では、主人公コルト・シーバース（リー・メジャース）がハワイに行くエピソードで偶然「私立探偵マグナム」の撮影現場に出くわすシーンがある。コルトの友人という設定でトム・セレックが本人役で登場する。

## リブート版
マグナム役にジェイ・ヘルナンデスを迎えてテレビシリーズとして制作。ヘルナンデスはナレーションも兼務。全5シーズン96話。
2022年5月6日を以てCBSでの放送を打ち切った。この時点で全4シーズン76話だった。シーズン4の平均週視聴者数は74万人で、デモレーティングは0.7（当日放送および7日以内のDVR再生を含む）。シーズン3の数字（75万人／0.8）からわずかに下がっていたが、CBSが同シーズン放送した14のドラマのうち、総視聴者数で9位にランクインしていた。CBSはシリーズ存続の意志があったが、ライセンス料についてスタジオと合意に至らなかったことがキャンセルに繋がったと米Deadlineは伝えていた。
しかし、同年6月に入って放送局がNBCに移り、シーズン5&6がまとめて更新されることが発表されたが、後にシーズン5全20話に変更となった。
ところが、2023年6月26日、NBCは本作品をシーズン5で打ち切る事を発表した。2023年 全米脚本家組合ストライキ（en）によって制作が進まない中で同月末で満了となるキャストたちの契約を更新するという判断に至ることができず、当初報道されていたシーズン6以降の制作を断念する事になった。
（※2023年6月30日時点では、英語版には脚本家ストとの関連性についての記載なし。）
全20話のシーズン5は2部構成となり、すでに前半の10話が同年2月19日から4月16日まで放送され、後半10話は当初2024年放送予定だったが、前述の全米脚本家組合 並びに俳優組合（SAG-AFTRA）のストライキの影響で2023年10月4日からに急遽前倒しされた。
日本では2020年4月7日からAXNジャパンで放送開始。2021年4月19日からはシーズン2を放送。2022年4月26日からはシーズン3を放送。2023年8月12日からはシーズン4を放送。2024年3月19日からはシーズン5(ファイナル)を放送。

### キャスト（レギュラー）
※括弧内は日本語吹替。
- トーマス・マグナム：ジェイ・ヘルナンデス（坂詰貴之） ※ナレーションも兼任
- ジュリエット・ヒギンズ：パーディタ・ウィークス（佐古真弓）
- オーヴィル・“リック”・ライト：ザカリー・ナイトン（綿貫竜之介）
- セオドア・“TC”・カルヴィン：スティーブン・ヒル（藤井隼）
- テウイラ・“クム”・トゥイレタ：エイミー・ヒル（今泉葉子）
- ゴードン・カツモト：ティム・カン（武田太一）

## DVD
- 私立探偵マグナム シーズン1 コンプリートDVD-BOX（2005年発売）
- 私立探偵マグナム シーズン2 コンプリートDVD-BOX（2005年発売）